# 李国军
李国军（1977年4月—），湖南宁乡人，中华人民共和国政治人物。

## 生平
1977年4月，李国军出生在湖南省长沙市宁乡县（今宁乡市）。1995年，李国军考入中南工业大学（今中南大学）技术经济专业学习，取得经济学学士学位。
1999年大学毕业后，李国军到深圳三九集团医药贸易有限公司厦门分公司担任一名经理。
2001年4月，李国军出任中国质量协会质量保证中心湖南办事处的主任助理。
2003年7月，李国军进入政界，在中共宁乡县委组织部工作。2006年12月，李国军转任宁乡县招商局党组成员、副局长。2009年3月，李国军下放到地方，出任历经铺乡（今历经铺街道）党委副书记、乡长，2011年3月转任沙田乡党委书记。
2012年9月，李国军调任长沙市雨花区人民政府工作，11月正式出任副区长。2015年8月，李国军转任长沙雨花经开区党工委副书记、管委会主任。2018年7月，李国军调任中共长沙市开福区委常委、长沙金霞经济开发区党工委书记。
2021年10月，李国军调到邵阳市，出任中共邵东市委副书记、邵东市人民政府市长，2024年8月升任书记。